# Eugeniusz Grzeszczak
Eugeniusz Tomasz Grzeszczak (Kowalewo Opactwo; 29 de Dezembro de 1954 — ) é um político da Polónia. Ele foi eleito para a Sejm em 25 de Setembro de 2005 com 5181 votos em 37 no distrito de Konin, candidato pelas listas do partido Polskie Stronnictwo Ludowe.
Ele também foi membro do Senado 1991-1993 e Senado 1993-1997.